# Casa Asols
La Casa Asols, también conocida como Casa Climent Arola o Casa Climent Asols, es un edificio residencial situado en la rambla de Cataluña, número 27, del distrito del Ensanche de Barcelona. Diseñado por Francisco de Paula del Villar y Lozano, esta obra fue construida entre 1900 y 1902 siguiendo un estilo ecléctico. Actualmente, está considerado un Bien Cultural de Interés Local. 
Los propietarios actuales del inmueble adquirieron el edificio el año 1920, a la familia Arola, por un importe de 800.000 pesetas. Desde entonces, en el edificio se  han desarrollado varias actividades, como por ejemplo la de geriátrico o la del Hostal Palacios. Actualmente es sede del hotel Praktik Rambla.

## Arquitectura
A nivel arquitectónico, en la fachada destaca el balcón-tribuna central, que enmarca el acceso, cercado, como las otras aperturas de los dos primeros niveles, por columnas con capiteles jónicos, y también las barandillas de hierro de los balcones. Por encima del último piso, presenta como una serie de arcos de medio punto entre columnas, hay una cubierta a cuatro vertientes de gran pendiente, coronada por una barandilla perimetral. La totalidad de la composición muestra elementos decorativos de carácter ecléctico.